# Академический колледж
Академический колледж — муниципальная общеобразовательная школа при Казанском университете.

## История создания
Валентиной Сочневой в 1972 году была создана одна из старейших ежегодных профильных летних школ России «Квант». Вокруг Сочневой сложился круг людей, много лет работавших со школьниками. Активными квантовцами были созданы авторские школы при Казанском университете — в 1990 году Экспериментальная школа-лицей и в 1992 году — Академический колледж.
Муниципальная общеобразовательная школа «Академический колледж» (АК) при Казанском университете изначально имела только 10-е и 11-е классы, потом появился 9-й подготовительный (вечерний), а с 1997 года набирается ещё и 8-й, но уже дневной. На дневном отделении учится около 100 человек, на вечернем — 150. Постоянно проводятся научные конференции, собирающие до пятисот человек в год. Автор идеи школы и её директор — Павел Шмаков.
АК становится Школой года России 93 и 95, федеральной экспериментальной площадкой, лауреатом Всероссийского конкурса «Авторская школа», ассоциированной школой ЮНЕСКО.

## Основные педагогические идеи
Преподаватель литературы Владимир Кравцов придерживается мнения, что к ребёнку надо идти только через его творчество. Тогда урок состоялся, если произошла вспышка, сделано маленькое открытие. От учеников тогда тоже требуются открытия, независимо от того, гуманитарии они или естественники. Ученики свободно перемещаются в образовательном пространстве и заказывают себе образование. Школьное «меню» включает десяток иностранных языков. Дети сами придумывают тесты для поступающих в школу, издают свои газеты, книги, альманахи, организуют интеллектуальные фестивали и форумы, ездят в деловые загранкомандировки. Расписание — на стене, но, как это и было в школе «Саммерхилл» Александра Нилла, оно обязательно для учителей и городских инспекторов.
Профессор Наталья Посталюк, один из авторов концепции школы для интеллектуально-увлеченных, предпологает, что уровень развития, одаренность, конечно, можно тестировать, измерять, но речь-то о другом. В общепринятой психологической терминологии категорию увлеченных детей никто не выделял, это первым интуитивно сделал Павел Шмаков. За это и был в АК получен грант Фонда Сороса. Мотивационная сфера у школьников часто бывает совсем не развита: нет никаких интересов и приоритетов. А если интерес есть — к железкам, к радио, совершенно не связанный с учёбой, его можно развить и включить в него познавательный мотив, интегрировать их, и это будет не навязанное, а естественное развитие ребёнка на основе его природных склонностей. В АК при КГУ формируется познавательный интерес на базе самых разных сфер увлеченности: вот фанат-мотоциклист, учиться не хочет совершенно… Шмаков находит ему родственную душу в мире техники, они вместе начнут решать проблему увеличения скорости мотоцикла — и процесс пошёл. Через два-три года — другой человек.
С точки зрения преподававшей в АК профессора Эмилии Тайсиной, свобода и творчество — это родовые качества человека. Возвратить человеку свободу — значит возвратить ему родовую способность к творчеству. Представление о том, что увлеченного и одаренного человека видно сразу — это миф. Ребёнок может не иметь сангвинического темперамента, это может быть ранимый меланхолик. Если к нему долго и доброжелательно не присматриваться, никаких особых движений души в нём не заметишь. И если вокруг — жесткая, подавляющая среда, он тоже никогда не раскроется. А холерик может сорваться, свернуться от первой же неудачи. Для того чтобы вытянуть на поверхность внутренние дары ребёнка, нужно пристально наблюдать его и сотрудничать с ним. А если ребёнок эту активность уже выказывает в интересе к миру, людям, себе самому — это очень мощный рычаг для развития: даже если ребёнок трудный, это дает возможность его социализировать. Такой педагогический манёвр был выбран очень грамотно. И коллектив был предан этой идее. Но те, кто проверял АК при КГУ, считали, что, если им сразу не виден высокий уровень интеллекта, о таланте говорить не приходится. А им не было видно, потому что они не присматривались.

## Управление
Ключ к пониманию эксперимента по управлению, с точки зрения заместителя директора по научной работе Анны Ондриной, в его названии — «Профессиональная культура управления школой как сложным, социально организованным объектом» . Основным в управлении АК является принцип соединения понятий свободы и ответственности. Если людям многое дают, то с них имеют моральное право и многое спросить.
Большинство ныне принятых систем управления школой являются «догоняющим» эшелоном мер, которые способны реагировать на уже происходящие события. Потому такое управление отличается убивающей инициативу жесткостью, неизменностью и ориентировано на функционирование, а не на перспективное видение. Это относится и ко многим школам, считающимся «инновационными». Но эксперименты и новации сами по себе не создают культурного контекста. Даже в рамках одной школы, как правило, нет единого культурного пространства, системы убеждений, отношений и ценностей, которые принимались бы большинством участников учебно-воспитательного процесса, делали бы из отдельных педагогов-профессионалов единомышленников. Школьная управленческая структура должна обладать прогностичностью, гибкостью, вариативностью. Тогда её главной задачей становится не «руковождение», а постижение закономерностей поведения и движения объединённых в её стенах частичек сообщества.
Сотрудники школы — люди творческие, не очень-то желающие заниматься рутинной канцелярско-административной работой. А надо. Так возникает явление «ролевой многофункциональности». Один человек играет разные роли. В одной — он менеджер, в другой — создатель проекта, в третьей — исполнитель. Благодаря такому подходу образуется почва для возникновения «среднего менеджмента»: каждый является управляющим и лидером в своей области. Это не формальные назначенцы. Их работа основана на творческих связях. Там, где человек понимает, что нужно делать и берет на себя ответственность, он может даже более жестко разговаривать с коллегами, отстаивать своё понимание. Но он обязан внимательно выслушать и мнение людей менее компетентных, но более свободных от стереотипов в данной области. При такой системе практика согласований достаточно сложна. Так как если кто-то против, то решение принято не будет. Значит, придется искать другой вариант решения вопроса. Вариант, а не компромисс. Энергетические и душевые затраты здесь достаточно велики. Но чем выше вклад каждого члена команды в управление школой, тем более продуктивным и оправданным оказывается инновационный поиск.

## Ликвидация школы
Большая группа преподавателей КГУ написала Президенту Татарстана письмо о важности создания в столице республики интерната для интеллектуально увлеченных детей, живущих за пределами Казани. Минтимер Шаймиев поддержал это предложение. В 1996 году вышло Постановление Правительства республики № 721 — открыть в центре Казани интернат для талантливых сельских детей при Академическом колледже. Против выступил Глава администрации Казани Камиль Исхаков. В своих «Предложениях и замечаниях» он написал: «Для работы с одаренными учащимися из сельских районов следует рассмотреть вопрос об открытии интерната при Министерстве образования Республики Татарстан с финансированием из республиканского бюджета». Полгода в колледже ждали, что постановление вступит в силу. В декабре директор вторично поднял этот вопрос, а через месяц пришла проверка городского управления образования, которая длилась до лета 1997 года. Результат — 3 июля Шмакова снимают с работы. Это был первый серьёзный конфликт с чиновниками, который вылился в затяжную войну. В тот раз колледжанам просто повезло. Накануне ребята вместе с директором были на международном симпозиуме «Образование в третьем тысячелетии» в Австрии, где Шмаков познакомился с Хиллари Клинтон. Встреча оказалась очень своевременной: в поддержку колледжа пришло много телеграмм, и в том числе из аппарата президента США. Это спасло колледж. Шмакова восстановили в должности, извинились, да ещё школе выделили небольшое старинное здание в центре города. Таким образом, колледж превратился в самую центральную школу Казани. Но в 1998 г. полностью сменилось все образовательное руководство города и республики: начальник гороно, министр образования, его первый заместитель. Вышло Постановление Главы администрации Казани «Об изменении сети учреждений образования на 1999—2000 учебный год». Согласно этому документу Академический колледж и школу при физфаке КГУ решено «слить» в одно учебное заведение под названием лицей N 33. Тех учителей, которые подпишут официальный отказ от работы под руководством Шмакова, должны были взять в штат нового лицея. Незаконность этого постановления заключается в том, что согласно Гражданскому кодексу слияние двух школ называется не ликвидация, а реорганизация, и увольнять учителей в таком случае никто не имеет права.

## Судьба здания Академического колледжа
С 2000 по 2004 год в бывшем здании Академического колледжа на ул. Кави Наджми 18 находился лицей 33, который в 2004 году был переименован в Лицей имени Н.И.Лобачевского при Казанском университете 
Летом 2013 года Лицей Лобачевского при КФУ был ликвидирован 
15 мая 2013 года было подписано Постановление Исполнительного комитета г. Казани №4402 об открытии с 1 августа 2013 года Специализированного олимпиадно-научного центра (школы-интерната) “СОлНЦе” в здании, в котором с 1992 по 2000 год располагался Академический колледж при КГУ.

## Выпускники
Преподаватель философии Казанского государственного педагогического университета профессор Эмилия Тайсина говорит о выпускниках АК «Это непуганые дети, способные нестандартно мыслить и свободно высказывать собственное мнение. … здесь формируются люди будущего, поколение без страха».
Денис Осокин — российский прозаик, поэт и сценарист, лауреат премий «Дебют», «Ника», приза Азиатско-Тихоокеанской киноакадемии, сценарист фильма «Овсянки». Фильм «Овсянки» удостоен пяти призов на 67-м Венецианском кинофестивале, участвовал в Международном кинофестивале в Нью-Йорке, Лондонском кинофестивале, Международном кинофестивале в Сан-Паулу.
Олеся Балтусова — журналист, градозащитник, помощник Президента РТ по вопросам сохранения и развития объектов культурного наследия, редактор журнала Казань.
Руслан Гильфанов — чемпион мира по программированию в международном технологическом конкурсе Imagine Cup 2005 года, командный зачет.
Дмитрий Мартынов — доктор исторических наук, доцент, автор ряда книг по истории, философии и культуре Китая, победитель конкурса «Лучший молодой преподаватель КГУ» 2005 года.
Айрат Бик-Булатов — поэт, журналист, кандидат филологических наук, доцент кафедры журналистики Казанского университета, редактор службы национального вещания ГТРК «Татарстан» , член союза журналистов РФ и союза писателей РТ. Автор нескольких сборников стихов и научных монографий по истории русской журналистики.